# Банар
Бана́р (бахнар, самоназвание: бана вьет. Ba Na) — народ группы горных кхмеров, проживающий на территории Вьетнама (провинции Зялай, Контум, Фуйен, Биньдинь и Куангнгай). Включают субэтнические группы ронгао, голар, золанг, бонам, толо, крем и др. В XVII—XVIII веках банар создали раннегосударственное образование, покорив своих соседей. Сохранились исторические предания и записи обычного права на языке банар с особой системой письменности, созданной в конце XIX — начале XX века.

## Физико-антропологические признаки
Средний рост, довольно светлая пигментация, прямые чёрные волосы.

## Поселения
Деревни, обнесённые частоколом. Жилище — свайное, трёхкамерное, встречаются длинные дома для родственных групп в несколько десятков человек. В центре поселения — общинный дом (ронг), украшенный богатой резьбой с трапециевидной крышей, место народных собраний.

## Основные занятия
- Ручное тропическое подсечно-огневое или поливное пашенное земледелие земледелие (товарные культуры — кофе, масличная пальма, продовольственные — кукуруза, просо, кассава, ямс, рис, батат, хлопок, конопля, овощи и др.)
- Животноводство (буйволы, быки, козы, птица)
- Охота, собирательство, резьба по дереву, традиционные ремёсла — плетение, гончарство, производство сельскохозяйственных орудий.

## Основная пища
Блюда из риса, батата, маниока и овощей. Мясо едят по праздникам.

## Язык
Говорят на языке бахнар (бахнарическая группа) (Южный Вьетнам, Лаос, Камбоджа). Южная подгруппа, возможно, представляет собой отдельную группу мон-кхмерских языков. Диалекты: алаконг, банар, бонам (банар), ренгао, голар, йолонг, контум, кре(м), толо. Распространён также вьетнамский язык. Письменность на основе латинского алфавита.

## Культура
Традиционная мужская одежда — набедренная повязка с бахромой и вышивкой, безрукавка, женская — длинная юбка с вышивкой и кофта. Украшения — многочисленные бусы, браслеты, серьги, кольца. Характерен обычай подпиливания и чернения зубов. Традиционная религия — анимизм, тотемизм, аграрные культы. Часть банар была обращена в христианство. Богат фольклор (мифы, легенды, сказки, героический эпос), особенно музыкальный (Лескинен 1988: 128).
Традиционная форма социальной организации — соседская община с выборным старейшиной. Семья малая, брак патрилокальный, счёт родства билатеральный.